# Jésonville
Jésonville település Franciaországban, Vosges megyében. Lakosainak száma 151 fő (2022. január 1.). Jésonville Belrupt, Dombasle-devant-Darney, Escles, Lerrain, Sans-Vallois és Les Vallois községekkel határos.

## Népesség
A település népességének változása:
| Lakosok száma | 139  | 131  | 134  | 127  | 126  | 132  | 138  | 145  | 151  |
|               | 2013 | 2015 | 2016 | 2017 | 2018 | 2019 | 2020 | 2021 | 2022 |